# Chain (album)
Chain è il sesto album studio della boy band giapponese KAT-TUN, pubblicato in Giappone il 22 febbraio 2012 dalla J-One Records. L'album ha debuttato alla prima posizione della classifica Oricon degli album più venduti, superando le centomila copie nelle prime due settimane nei negozi.

## Tracce
1. Lock On (Sean-D, Albi Albertsson)
2. One Day (Sean-D, JUNKOO / ROCK STONE)
3. Birth (Sean-D, Janne Hyöty / DAICHI / Paul Oxley, Billy Marx Jr.)
4. Ultimate Wheels (Laika Leon / Jane Doe, Andreas Johansson / Anderz Wrethov, Billy Marx Jr. / Yukihide "YT" Takiyama)
5. Finale (Junnosuke Taguchi Solo) Junnosuke Taguchi / NAO)
6. Step By Step (Yūichi Nakamaru solo) Andreas Johansson / Karol"Kase"Cholopecki, Eiji Kawai)
7. Run for You (Sean-D, GOOD COP / SWE-LO, 18degrees.（Ken Arai）)
8. Ano Hi no you ni (miwa*, Joker, Masaya Wada（RzC）, Billy Marx Jr.)
9. Zutto (Kazuya Kamenashi solo) Hiroshi Okazaki / t-oga)
10. Smile For You (Yuichi Yagi / ECO, Go Fisher Sato)
11. Hakanai Yubisaki (Mika Watanabe, Ryosuke "Dr.R" Sakai, Billy Marx Jr.)
12. ~Again (Tatsuya Ueda Solo) MOUSE PEACE "Tatsuya", MOUSE PEACE "Masami", Tomoki Kikuya)
13. Change Ur World (Laika Leon / ECO, Joker, Andreas Johansson / Anderz Wrethov, JUNYT)
14. Dangerous Cat ~MAKE ME WET~ (Tanaka Koki Solo) Joker, Keichi Kondo)
15. Hodoukyou (KOUDAI IWATSUBO / ECO, KOUDAI IWATSUBO)
16. White (ECO, Joker, Shusui / DAICHI, pinkcastar)
17. Soldier (Laika Leon, King of slick / Albi Albertsson / Kirstine Lind)
18. Chain of Love (COOTIE、MASANCO、t-oga / EDBERGER NIKLAS